# 麥芽糖夾餅

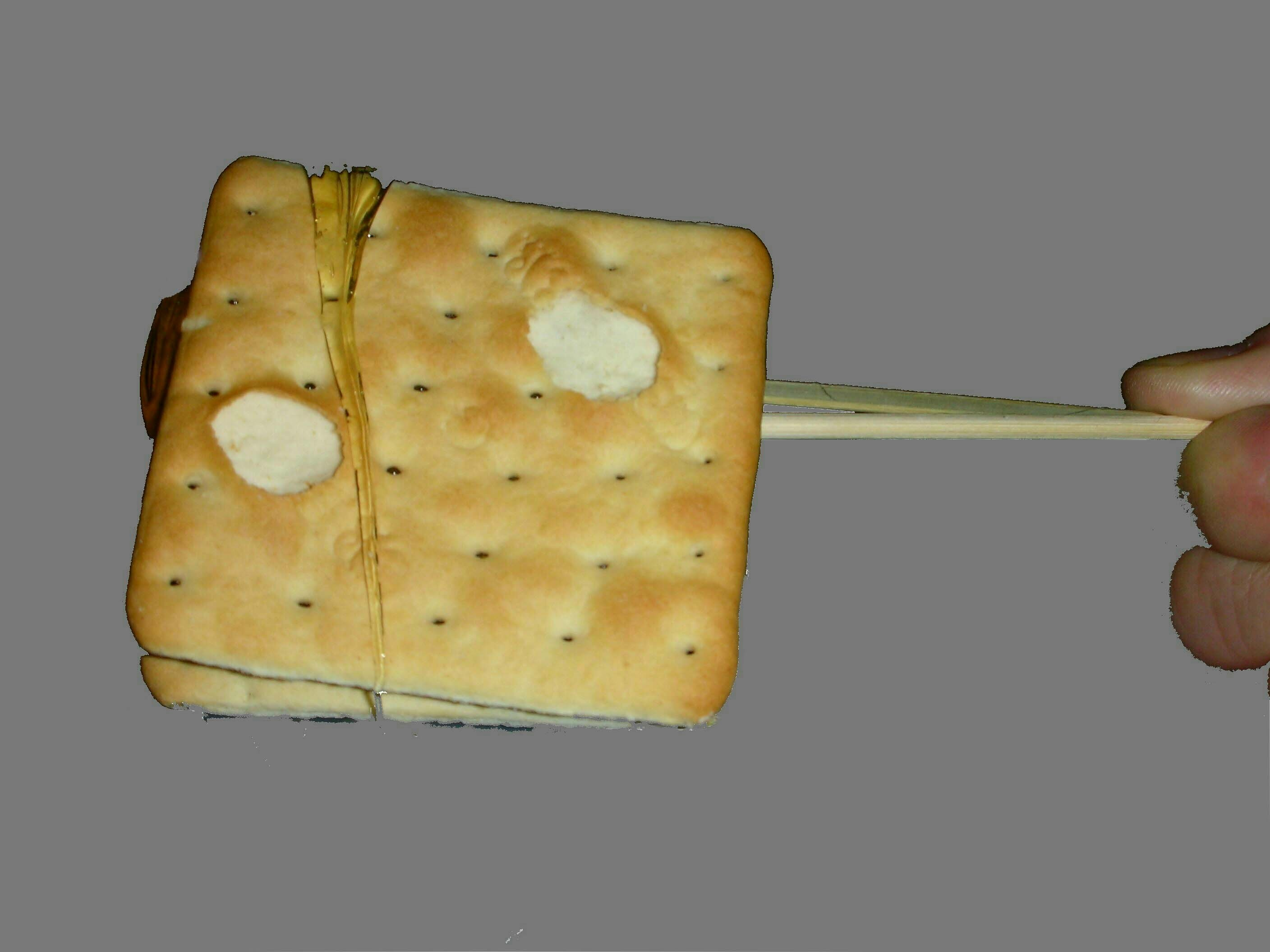
麥芽糖夾餅

麥芽糖夾餅是香港、澳門和臺灣的一種街頭小食，在臺灣，一般以麥芽餅稱之，而臺灣閩南語以麥芽膏餅稱之。於1960年代麥芽糖夾餅是常見的零食，但隨後逐漸式微。

## 製作
麥芽糖夾餅製作簡單，先以竹籤放入盛有麥芽糖的容器，再挑起並旋轉竹籤使麥芽糖圍繞起來，最後把兩塊餅乾或特製煎餅夾在麥芽糖上。

## 現況
麥芽糖夾餅在以前是香港、澳門及臺灣受歡迎的街頭小食，但隨著各式零食相繼出現，麥芽糖夾餅等傳統小吃現時已不常見。現在僅以懷舊食品作為賣點，於香港一些旅遊景點，如大澳有售，也會在一些以懷舊為主題的展覽上販賣。在澳門的白鴿巢公園前地、二龍喉公園前的商鋪也有售賣。在臺灣同樣不常見，通常僅見於民俗攤位、部分傳統菜市場、及部分夜市攤位，但能見度略高於港澳。